# Alhedens Plantager
Alhedens Plantager er et samlende  navn Havredal-, Stendal- og Ulvedal Skove på Alheden ca. 20 km sydvest for Viborg og ca. 10 km øst for Karup,  nord for Kompedal Plantage.
Skovområdet er på i alt ca. 842 hektar og ligger i nord-sydgående retning. 
Skovene blev etableret, da kongen, Christian 7., i 1788 gav ordre til at udføre de første hedetilplantninger i  det, der blev til Alhedens Kongeskov, for at producere træ og at skabe læ til den opdyrkning af Alheden, som havde været i gang siden 1759. I 1790 anlagdes Stendals Plantage, 1796 Ulvedals Plantage, og 1828 kom Havredals Plantage til. 
Frederik 6. var meget optaget af plantagernes anlæg og udvikling og besøgte plantagerne 5 gange fra 1820-28. Oprindeligt såede man frø direkte på voksestedet, der blev indhegnet med diger, men det gav en usikker drift, og først da man særlig begyndte at anvende rødgran, og da der ved Hedeselskabets stiftelse kom nyt liv i træplantningssagen, trivedes plantagerne. Den kongelige vildtbane (jagtområde) fra Frederik 2.'s tid havde sin østre ende midt i Stendal Plantage, hvor der findes to lange faldgruber med forbindelse med vold på østsiden, også kaldet Ulvegrøften.
Skovene er domineret af nåletræ, men slugterne Stendalen og Ulvedalen,  der er en del af Åresvad Ådal, og  de mange fortidsminder  sætter også præg  på området. Den mytiske Jens Langkniv siges at have haft en hule i langdyssen i Ulvedal plantage.
Den nordvestlige del af Alheden Skov er beliggende i nationalt geologisk interesseområde nr. 61 "Skelhøje".

## §3-områder
Alheden Skov rummer  en række områder med §3-naturtyper, der er beskyttet i henhold til Naturbeskyttelsesloven: 24,6 hektar hede, 10,3 hektar mose, 2,4 hektar eng og 1 hektar sø, i alt 38.3 hektar svarende til 4.5 % af skovens areal.